# 普热米斯尔·奥托卡二世广场

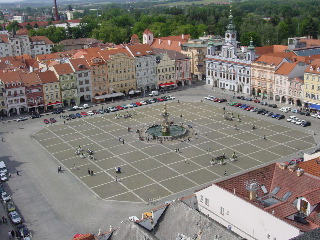
普热米斯尔·奥托卡二世广场

普热米斯尔·奥托卡二世广场（Náměstí Přemysla Otakara II.）是捷克城市捷克布杰约维采历史中心的中央公共空间，目前的名称得名于该市创始人的名字：捷克国王 普热米斯尔·奥托卡二世。它是捷克共和国最大的广场之一，也常常排名在最美丽的广场之列。
该广场在过去曾用过以下名称：主广场、大广场、弗朗茨·约瑟夫皇帝广场、马萨利克广场、阿道夫·希特勒广场、Trocnov的Jana Žižky广场。
这个形状规则的方形广场边长133米，规划于1265年，周边约8米宽的土地用于建造房屋。有一段时间此处曾有肉店，后来查理四世将其拆除搬迁到目前的Krajinska 街。今天广场中部的地标，大型的参孙喷泉，兴建于1721－1726年。广场西侧的南端矗立着美丽的巴罗克式建筑市政厅，目前的形式得自于1684年－1747年的重建。在20世纪上半叶，广场的外侧开行电车。在广场东北角不远处，有黑塔和圣尼古拉主教座堂。